# LantarenVenster
LantarenVenster is een film- en muziektheater dat sedert 2010 gevestigd is in de plint van gebouw New Orleans, op de Wilhelminapier in Rotterdam. Het neemt deel aan het samenwerkingsverband Cineville.
De organisatie is in 1978 gevormd door samenvoeging van theaterzaal De Lantaren, en bioscoop Het Venster. Beide waren gevestigd in een pand in Gouvernestraat in Rotterdam-West, dat sinds de oprichting in 1909 reeds dienst doet als cultureel centrum.
LantarenVenster is in 2010 verhuisd vanuit de nabije binnenstad naar de Kop van Zuid. De achtergelaten locatie tijdelijk hernoemd naar de oorspronkelijke naam 'Ons Huis' is na een korte tijd andere functies te hebben gehad- het was onder een danstheater -, sinds oktober 2016 weer in gebruik als filmtheater onder de naam KINO Rotterdam.

## Geschiedenis

### Oorsprong
LantarenVenster was jarenlang gevestigd aan de Gouvernestraat 133 nabij het centrum van Rotterdam, later de plaats van bioscoop KINO Rotterdam. Het was een van de weinige resterende vooroorlogse panden in de stad die nog een culturele bestemming hadden. Het pand werd in 1909 geopend als 'Ons Huis', een maatschappelijke instelling, waar men naar theatervoorstellingen kon, maar waar bijvoorbeeld ook een dokter praktijk hield. Het Oude Westen ontsnapte aan het bombardement op Rotterdam en Ons Huis werd door de bezetter in gebruik genomen als hospitaal. 
In 1949 ontwierp J.B. Bakema een filmzaal die 't Venster genoemd werd, waarmee het pand een functie als filmtheater en expositieruimte kreeg. Voor Bakema was 't Venster zijn maatschappelijk statement. De foyer was tegelijk expositieruimte, onder de bezielende leiding van Johan Huijts. Kunstcentrum 't Venster was het thuis van De Venstergroep, een ensemble van Rotterdamse kunstenaars. Het bleef lange tijd een niet alleen voor Rotterdam unieke avant-garde plek, bekend tot ver over de grenzen. 
In de jaren 1950 werd, opnieuw door architect Bakema, het oude vlakkevloertheater van Ons Huis omgebouwd tot een moderne theaterzaal die De Lantaren ging heten. De Lantaren en 't Venster vervulden los van elkaar hun functie en hadden ieder een eigen ingang en foyer.

### Van Arts Lab naar Lantaren/Venster

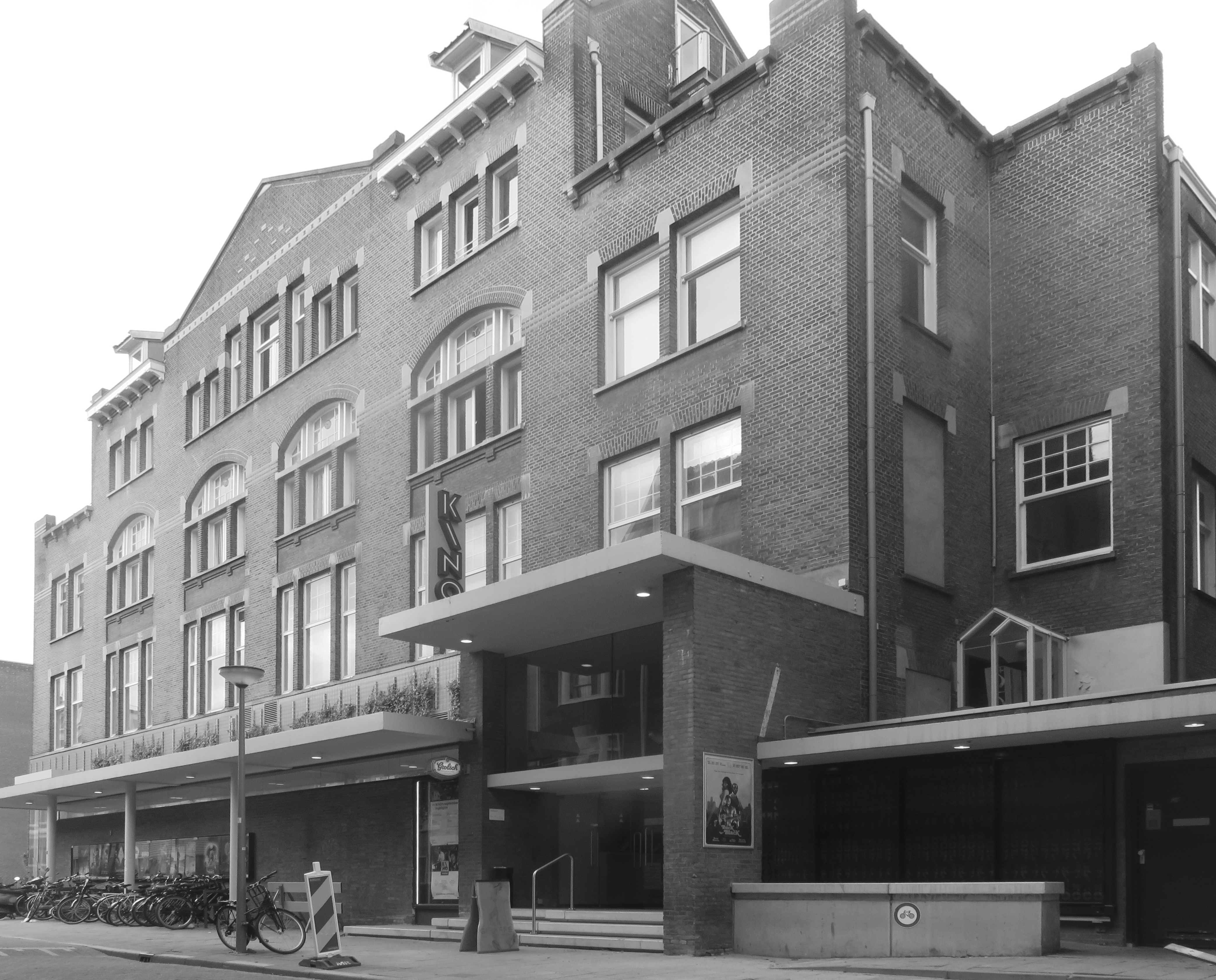
Cultuurgebouw Ons Huis uit 1909

In 1972 werd De Lantaren heropend na een intensieve verbouwing onder leiding van architect Sjoerd Schamhart. Naar een idee van Adriaan van der Staay, directeur van de Rotterdamse Kunststichting, was De Lantaren omgevormd tot het Arts Lab De Lantaren. Onder leiding van experts kregen kunstenaars de gelegenheid om in werkplaatsverband te werken aan het produceren van hun grafische producten en aan video- en filmprogramma's. De werkplaatsen werden veel gebruikt en waren succesvol. Na acht jaar vertrok de grafische werkplaats naar elders en kwam het gebouw volledig ter beschikking voor theater en film. 
In 1972 was 't Venster de locatie van waaruit onder leiding van Huub Bals de eerste editie van Internationaal Filmfestival Rotterdam plaatsvond, toen nog onder de naam 'Film International Rotterdam'. Begin jaren 1980 werd 't Venster verkocht aan De Lantaren waarmee Theater Lantaren/Venster ontstond zoals dat tot halverwege 2010 functioneerde. 

### Nieuwbouw

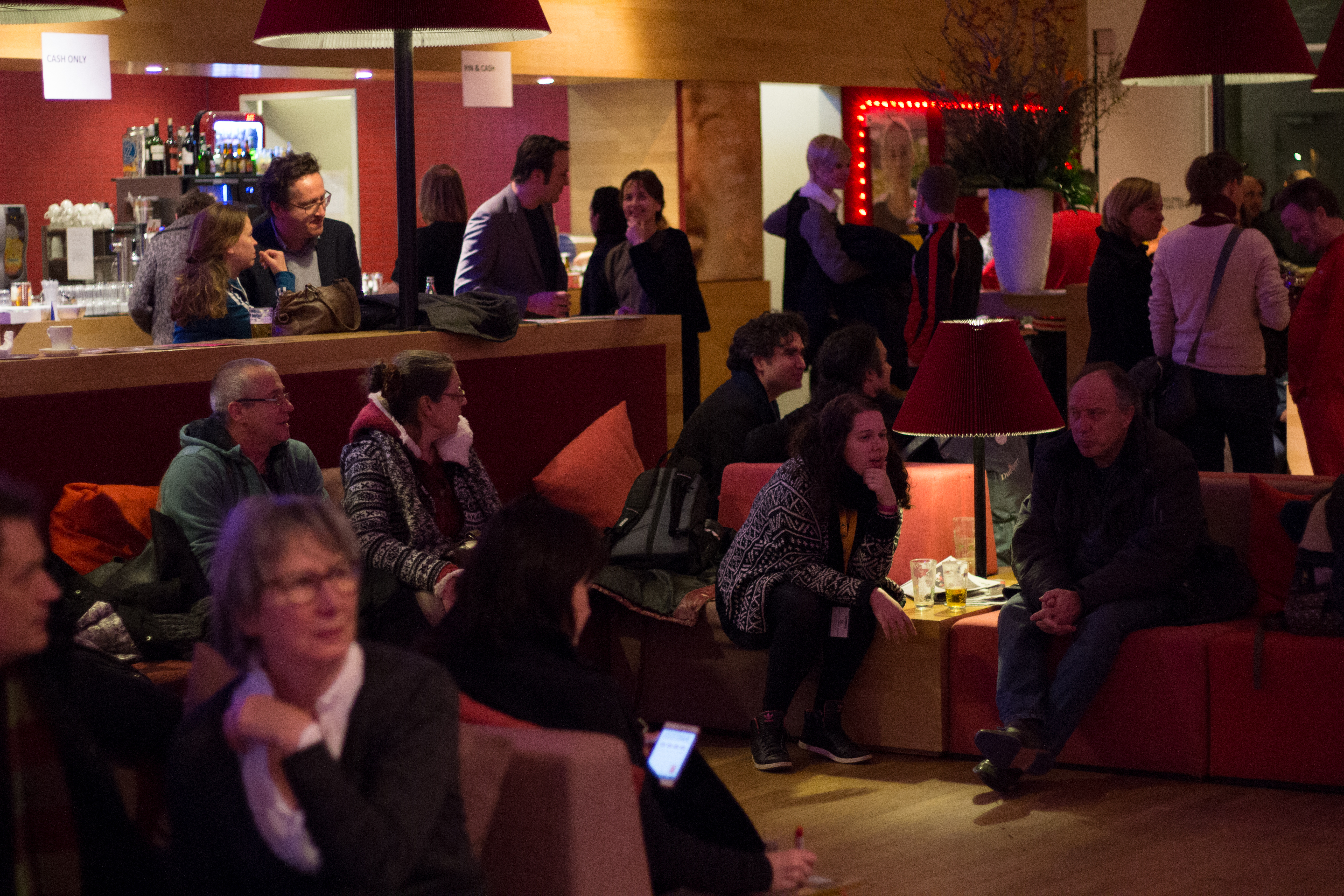
LantarenVenster tijdens de 44e editie van het International Film Festival Rotterdam

In 2010 opende LantarenVenster de nieuwe locatie op de Wilhelminapier in het gebouw New Orleans van de Portugese architect Alvaro Siza. De opening werd verricht door koningin Beatrix.

## Naam
De naam 'Lantaren' verwijst naar de glaskoepel die zich boven de grote theaterzaal bevond en ontworpen was vanuit de gedachte dat men bij een theatervoorstelling ook daglicht moest kunnen zien. Deze lantaren is sinds de verbouwing van 2016 weer zichtbaar. De naam 'Venster' vindt zijn oorsprong in de gedachte dat een filmvertoning een 'venster op de wereld' was. In de Gouvernestraat - voor 2010 - voerde de kunstorganisatie nog haar bedrijfsnaam met een schuine streep: Lantaren/Venster.

## Bekende namen
LantarenVenster heeft veel bekende artiesten over de vloer gehad. Velen waren toen nog betrekkelijk onbekend. Zo hebben onder anderen de Talking Heads, Ramones, Nick Cave and the Bad Seeds, Sex Pistols, Depeche Mode, Dire Straits, John Hiatt, UB40  Faith No More en U2 in de jaren 1970 en 1980 in de Lantaren opgetreden; meer recent hebben jazzmuzikanten als Branford Marsalis en Herbie Hancock opgetreden in het Rotterdamse theater.